# Otto Klein (Restaurator)
Otto Klein (* 23. Mai 1904 in Berdjansk, Russisches Kaiserreich; † 8. August 1995 in Hoya/Weser) war ein deutscher Restaurator.

## Leben
Der junge Otto Klein floh in Zeiten der Russischen Revolution, die auch die Ukraine ergriff, mit seinen Eltern nach Deutschland. Die Familie lebte fortan in Bad Sulza in Thüringen. Der Vater wünschte, dass der Sohn Ingenieur werden sollte. Stattdessen besuchte dieser heimlich für einige Zeit die Kunstgewerbeschule in Dresden. Auf einer Reise durch Italien entschied er sich 1925 in Florenz, Restaurator zu werden. Nach Lehrjahren in Florenz, Dresden und Berlin, wo er drei Jahre lang Assistent des Maltechnikers Kurt Wehlte war, machte er sich 1934 selbstständig. Er restaurierte für Museen in Düsseldorf, Köln und Bonn und nahm immer öfter größere öffentliche Aufträge an. Er lebte am Johann-Heinrich-Platz in Köln-Lindenthal, in seinem Haus hatte er sein Studio eingerichtet und baute eine große Fachbibliothek auf. Im Juli 1943 wurde Otto Klein vom Einsatzstab Reichsleiter Rosenberg rekrutiert, um die Raubkunstsammlung des Deutschen Reiches zu betreuen. Gleichzeitig restaurierte Otto Klein jedoch in seinem Atelier heimlich auch „entartete“ Kunstwerke für Privatpersonen. 1963 gründete er die „Restauratorenschule Otto Klein“ in Köln. Diese ging später im heutigen Institut für Restaurierungs- und Konservierungswissenschaft der Technischen Hochschule Köln auf. Otto Klein war noch bis kurz vor seinem Tode aktiv, schrieb über seine Projekte und gab Interviews.

## Werk
Otto Klein restaurierte in seinem langen Arbeitsleben Tausende von Bildern und Skulpturen, oft Heiligenfiguren. Seine wichtigsten und größten Aufträge waren die karolingischen Fresken in der Reichsabtei St. Maximin in Trier (1939 und 1956), die Schlösser Augustusburg und Falkenlust in Brühl (1956 und 1967), die Fresken des Bremer Rathauses (1955–1957), der Hochaltar in St. Viktor in Xanten (1961–1963), die Trau- und Taufkapelle in der Kartäuserkirche in Köln, das Loccumer Kreuz (1953–1957) und der Marienaltar in St. Jacobi in Göttingen. Bei der Vermittlung von Maltechniken war er intimer Kenner und Bewunderer der spanischen Hof- und Klerikalmaler Francisco de Zurbarán und Diego Velázquez sowie des Franzosen Jean-Honoré Fragonard, dessen schon in die Moderne weisenden „lockeren Strich“ er schätzte. Otto Klein bildete nicht nur Restauratoren aus, sondern auch Kunstmaler bezüglich malerischer Grundkenntnisse, Kunstgeschichte, Materialien und Techniken.